# Cantó de Reims-1
El cantó de Reims-1 és un cantó francès del departament del Marne, situat al districte de Reims. Té 3 municipis i part del de Reims.

## Municipis
- Ormes
- Thillois
- Tinqueux
- Reims (part)

## Història
| Data d'elecció                           | Identitat                  | Partit           | Qualitat |
| ---------------------------------------- | -------------------------- | ---------------- | -------- |
| 1934-1949                                | André Thiénot              | Divers droite    |          |
| 1949-1955                                | Roger Raulet               | RPF, després RS  |          |
| 1955-1961                                | M. Ledoux                  | Divers droite    |          |
| 1961-1985                                | Roger Crespin              | UDR, després RPR |          |
| 1985-1992                                | Pierre-Emmanuel Taittinger | RPR              |          |
| 1992-2004                                | Serge Kochman              | RPR              |          |
| 2004-                                    | Jean-Pierre Fortuné        | UMP              |          |
| les dades anteriors no són pas conegudes |                            |                  |          |
|                                          |                            |                  |          |